# Der Dummling

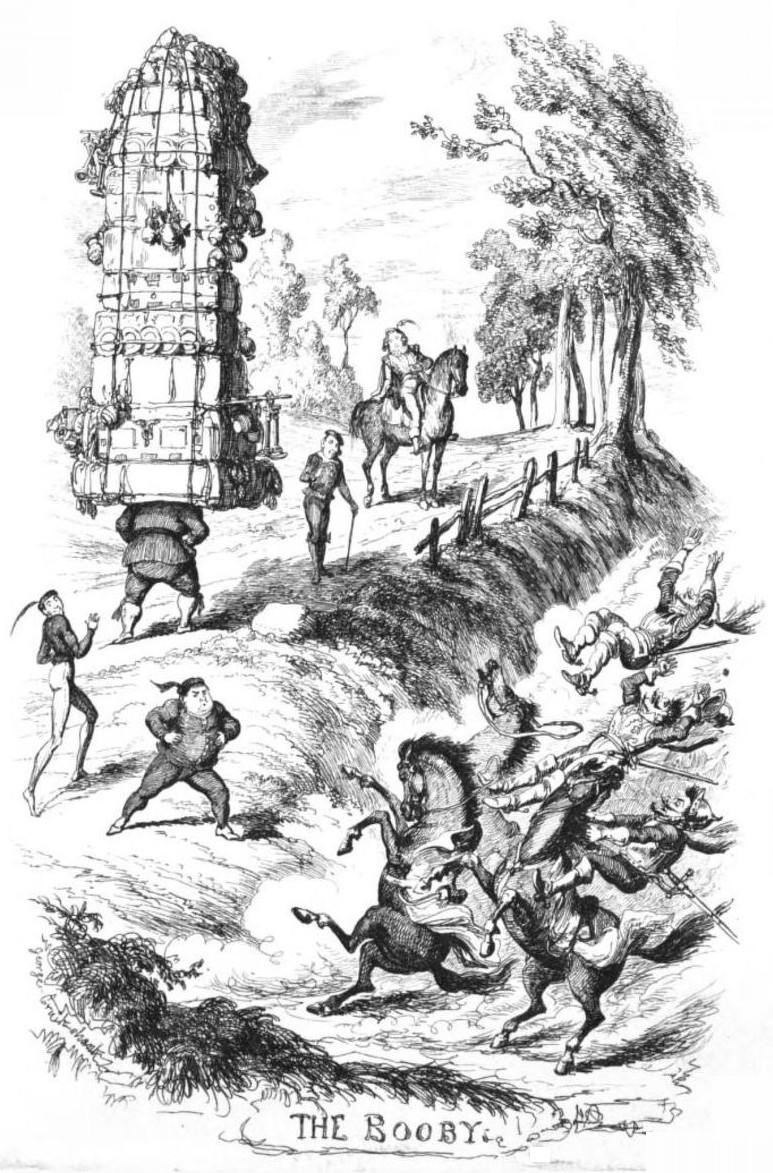
Illustration von George Cruikshank, 1850

Der Dummling (neapolitanisches Original: Lo 'ngnorante) ist ein Märchen (AaTh 513). Es steht in Giambattista Basiles Sammlung Pentameron als achte Erzählung des dritten Tages (III,8).

## Inhalt

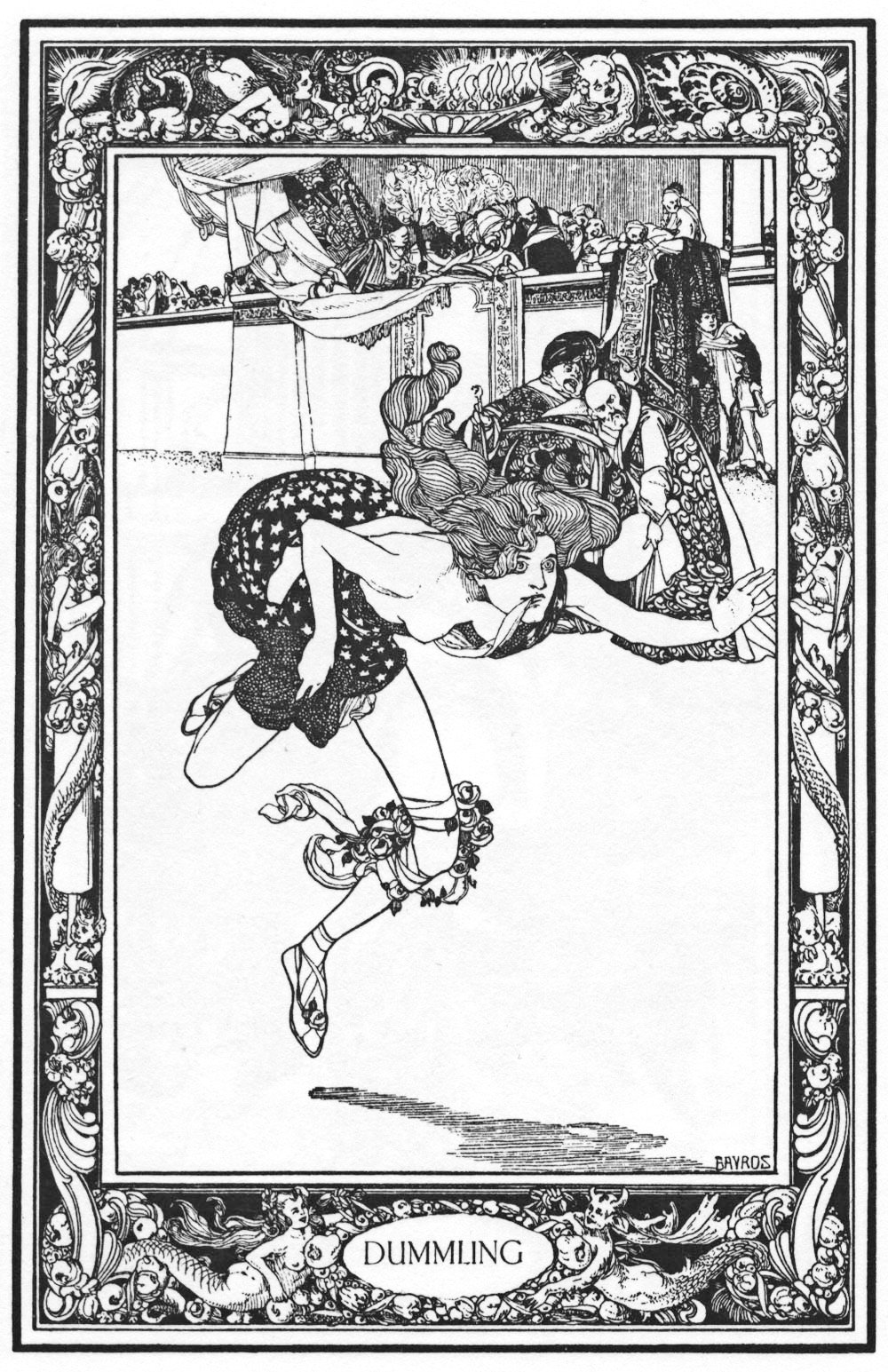
Illustration von Franz von Bayros, 1909

Der reiche Vater schickt seinen dummen Sohn fort, dass er lerne. Unterwegs findet er fünf Gefährten. Einer kann schnell laufen, einer horchen, einer zielen, einer pusten und einer schwer tragen. Der König verspricht seine Tochter dem, der sie im Wettlauf einholt, so schnell ist sie. Der Läufer schafft es. Das zweite Mal gibt sie ihm einen lähmenden Ring, der ihn zurückbleiben lässt, doch der Horcher hat den Plan mitgehört, und der Schütze schießt den Ring vom Finger. Der König lässt sich beraten und bietet Geld statt der Tochter. Der Träger trägt alle Schätze fort. Man schickt Soldaten nach, doch der Puster wirbelt sie durch die Luft. Der Sohn kommt reich heim.

## Bemerkungen
Vgl. bei Basile I,5 Der Floh, V,7 Die fünf Söhne. Der Text erwähnt die sagenhafte Läuferin Atalante. Rudolf Schenda bemerkt, wie des Königs Räte sich eher an die Prinzipien einer bürgerlichen Kapitalgesellschaft denn adligem Ehrenkodex halten. Das Märchen erschien auf Deutsch zuerst 1845 in Hermann Kletkes Märchensaal, Nr. 18. Vgl. in Grimms Märchen Nr. 71 Sechse kommen durch die ganze Welt, Nr. 134 Die sechs Diener.